# Deutsche Eishockey Liga 1997-1998
La Deutsche Eishockey Liga 1997-1998 fu la quarta stagione della Deutsche Eishockey Liga. Al termine dei playoff gli Adler Mannheim si aggiudicarono il loro secondo titolo della DEL diventando campioni di Germania per la terza volta della loro storia.
In occasione della quindicesima giornata della regular season avvenne il ritiro del Kaufbeurer Adler a causa di problemi finanziari, mentre il Düsseldorfer EG abbandonò la lega al termine della stagione.

## Stagione regolare
Come nella stagione precedente furono due disputate due fasi distinte di regular season. La prima fase vide le squadre sfidarsi con il formato di andata e ritorno, per un totale di 28 partite. Le prime 6 squadre avanzarono in un girone per determinare le posizioni in vista degli accoppiamenti dei playoff, la cosiddetta Meisterrunde. Le ultime 9 squadre invece si contesero gli ultimi due posti validi per i playoff.

### Prima fase
|                     | Pos. | Squadra                | Pt     | G      | V      | N      | POT    | P      | GF     | GS     | DR     |
| ------------------- | ---- | ---------------------- | ------ | ------ | ------ | ------ | ------ | ------ | ------ | ------ | ------ |
| Germania (bandiera) | 1.   | Adler Mannheim         | 43     | 28     | 20     | 2      | 1      | 5      | 111    | 74     | +37    |
|                     | 2.   | Düsseldorfer EG        | 40     | 28     | 20     | 0      | 0      | 8      | 113    | 88     | +25    |
|                     | 3.   | EV Landshut            | 39     | 28     | 18     | 2      | 1      | 7      | 100    | 64     | +36    |
|                     | 4.   | Frankfurt Lions        | 37     | 28     | 16     | 4      | 1      | 7      | 92     | 74     | +18    |
|                     | 5.   | Eisbären Berlin        | 34     | 28     | 15     | 4      | 0      | 9      | 97     | 79     | +18    |
|                     | 6.   | Kölner Haie            | 33     | 28     | 14     | 4      | 1      | 9      | 104    | 94     | +10    |
|                     | 7.   | Krefeld Pinguine       | 31     | 28     | 14     | 2      | 1      | 11     | 85     | 84     | +1     |
|                     | 8.   | Hannover Scorpions     | 29     | 28     | 12     | 3      | 2      | 11     | 88     | 96     | -8     |
|                     | 9.   | SERC Wild Wings        | 29     | 28     | 11     | 5      | 2      | 10     | 98     | 100    | -2     |
|                     | 10.  | Berlin Capitals        | 28     | 28     | 11     | 2      | 4      | 11     | 73     | 81     | -8     |
|                     | 11.  | Kassel Huskies         | 25     | 28     | 10     | 2      | 3      | 13     | 82     | 86     | -4     |
|                     | 12.  | Nürnberg Ice Tigers    | 22     | 28     | 9      | 2      | 2      | 15     | 93     | 107    | -14    |
|                     | 13.  | Revierlöwen Oberhausen | 22     | 28     | 9      | 3      | 1      | 16     | 81     | 103    | -22    |
|                     | 14.  | Augsburger Panther     | 22     | 28     | 10     | 0      | 2      | 16     | 78     | 107    | -29    |
|                     | 15.  | SB Rosenheim           | 7      | 28     | 3      | 1      | 0      | 24     | 70     | 138    | -68    |
|                     | 16.  | Kaufbeuren             | Ritiro | Ritiro | Ritiro | Ritiro | Ritiro | Ritiro | Ritiro | Ritiro | Ritiro |

Legenda:

      Ammesse alla Meisterrunde
      Ammesse alla Seconda fase
Note:

Due punti a vittoria, un punto a sconfitta dopo overtime o pareggio, zero a sconfitta.

### Seconda fase - Meisterrunde
| Pos. | Squadra         | Pt | G  | V  | N | POT | P  | GF  | GS  | DR  |
| ---- | --------------- | -- | -- | -- | - | --- | -- | --- | --- | --- |
| 1.   | Eisbären Berlin | 61 | 48 | 27 | 6 | 1   | 14 | 179 | 139 | +40 |
| 2.   | Frankfurt Lions | 61 | 48 | 27 | 6 | 1   | 14 | 160 | 126 | +34 |
| 3.   | Kölner Haie     | 60 | 48 | 26 | 6 | 2   | 14 | 160 | 147 | +13 |
| 4.   | Adler Mannheim  | 58 | 48 | 26 | 3 | 3   | 16 | 170 | 145 | +25 |
| 5.   | Düsseldorfer EG | 57 | 48 | 27 | 1 | 2   | 18 | 166 | 164 | +2  |
| 6.   | EV Landshut     | 56 | 48 | 25 | 4 | 2   | 17 | 148 | 118 | +30 |

Legenda:

      Ammesse ai Playoff
Note:

Due punti a vittoria, un punto a sconfitta dopo overtime o pareggio, zero a sconfitta.

### Seconda fase
| Pos. | Squadra                | Pt | G  | V  | N | POT | P  | GF  | GS  | DR  |
| ---- | ---------------------- | -- | -- | -- | - | --- | -- | --- | --- | --- |
| 7.   | Hannover Scorpions     | 52 | 44 | 22 | 6 | 2   | 14 | 160 | 142 | +18 |
| 8.   | Berlin Capitals        | 49 | 44 | 19 | 7 | 4   | 14 | 136 | 119 | +17 |
| 9.   | SERC Wild Wings        | 46 | 44 | 19 | 5 | 3   | 17 | 157 | 148 | +9  |
| 10.  | Kassel Huskies         | 45 | 44 | 19 | 3 | 4   | 18 | 140 | 128 | +12 |
| 11.  | Krefeld Pinguine       | 43 | 44 | 18 | 6 | 1   | 19 | 126 | 141 | -15 |
| 12.  | Nürnberg Ice Tigers    | 42 | 44 | 18 | 4 | 2   | 20 | 126 | 141 | -15 |
| 13.  | Augsburger Panther     | 36 | 44 | 16 | 2 | 2   | 24 | 122 | 160 | -38 |
| 14.  | Revierlöwen Oberhausen | 33 | 44 | 14 | 4 | 1   | 25 | 132 | 184 | -52 |
| 15.  | SB Rosenheim           | 15 | 44 | 6  | 3 | 0   | 35 | 105 | 204 | -99 |

Legenda:

      Ammesse alla qualificazione Playoff
Note:

Due punti a vittoria, un punto a sconfitta dopo overtime o pareggio, zero a sconfitta.

## Qualificazione ai playoff
Il primo turno della qualificazione ai playoff si disputò al meglio delle cinque gare.

### Primo turno
| Squadra 1          | Totale | Squadra 2              | Gara 1 | Gara 2    | Gara 3 | Gara 4 | Gara 5 |
| ------------------ | ------ | ---------------------- | ------ | --------- | ------ | ------ | ------ |
| Hannover Scorpions | 3 - 0  | Revierlöwen Oberhausen | 6 - 2  | 5 - 2     | 5 - 4  |        |        |
| Berlin Capitals    | 1 - 3  | Augsburger Panther     | 3 - 2  | 1 - 3     | 0 - 2  | 1 - 4  |        |
| SERC Wild Wings    | 3 - 2  | Nürnberg Ice Tigers    | 6 - 2  | 4 - 5 dts | 5 - 2  | 2 - 4  | 6 - 2  |
| Kassel Huskies     | 1 - 3  | Krefeld Pinguine       | 3 - 5  | 2 - 5     | 5 - 3  | 1 - 2  |        |

### Secondo turno
Il secondo turno della qualificazione ai playoff si disputò al meglio delle tre gare.
| Squadra 1          | Totale | Squadra 2          | Gara 1 | Gara 2 | Gara 3 |
| ------------------ | ------ | ------------------ | ------ | ------ | ------ |
| Hannover Scorpions | 2 - 0  | Augsburger Panther | 4 - 3  | 5 - 2  |        |
| SERC Wild Wings    | 1 - 2  | Krefeld Pinguine   | 4 - 3  | 2 - 6  | 2 - 5  |

Gli Hannover Scorpions e i Krefeld Pinguine si qualificarono ai playoff.

## Playoff
|  | Quarti di finale | Quarti di finale   | Quarti di finale |                |                | Semifinali      | Semifinali | Semifinali |  |  | Finale | Finale          | Finale |
|  |                  |                    |                  |                |                |                 |            |            |  |  |        |                 |        |
|  | 1                | Eisbären Berlin    | 3                |                |                |                 |            |            |  |  |        |                 |        |
|  | 11               | Krefeld Pinguine   | 0                |                |                |                 |            |            |  |  |        |                 |        |
|  | 11               | Krefeld Pinguine   | 0                |                | 1              | Eisbären Berlin | 3          |            |  |  |        |                 |        |
|  |                  |                    |                  |                | 1              | Eisbären Berlin | 3          |            |  |  |        |                 |        |
|  |                  | 6                  | EV Landshut      | 0              |                |                 |            |            |  |  |        |                 |        |
|  | 3                | 6                  | EV Landshut      | 0              | Kölner Haie    | 0               |            |            |  |  |        |                 |        |
|  | 3                |                    |                  |                | Kölner Haie    | 0               |            |            |  |  |        |                 |        |
|  | 6                | EV Landshut        | 3                |                |                |                 |            |            |  |  |        |                 |        |
|  |                  |                    |                  |                |                |                 |            |            |  |  | 1      | Eisbären Berlin | 1      |
|  |                  |                    | 4                | Adler Mannheim | 3              |                 |            |            |  |  |        |                 |        |
|  | 2                | Frankfurt Lions    | 3                |                |                |                 |            |            |  |  |        |                 |        |
|  | 7                | Hannover Scorpions | 1                |                |                |                 |            |            |  |  |        |                 |        |
|  | 7                | Hannover Scorpions | 1                |                | 2              | Frankfurt Lions | 0          |            |  |  |        |                 |        |
|  |                  |                    |                  |                | 2              | Frankfurt Lions | 0          |            |  |  |        |                 |        |
|  |                  | 4                  | Adler Mannheim   | 3              |                |                 |            |            |  |  |        |                 |        |
|  | 4                | 4                  | Adler Mannheim   | 3              | Adler Mannheim | 3               |            |            |  |  |        |                 |        |
|  | 4                |                    |                  |                | Adler Mannheim | 3               |            |            |  |  |        |                 |        |
|  | 5                | Düsseldorfer EG    | 0                |                |                |                 |            |            |  |  |        |                 |        |

### Quarti di finale
| Squadra 1       | Totale | Squadra 2          | Gara 1    | Gara 2    | Gara 3   | Gara 4 | Gara 5 |
| --------------- | ------ | ------------------ | --------- | --------- | -------- | ------ | ------ |
| Eisbären Berlin | 3 - 0  | Krefeld Pinguine   | 4 - 3 dts | 4 - 3 dts | 5 - 1    |        |        |
| Frankfurt Lions | 3 - 1  | Hannover Scorpions | 4 - 3 dts | 4 - 1     | 2 - 4    | 4 - 2  |        |
| Kölner Haie     | 0 - 3  | EV Landshut        | 3 - 4 dts | 1 - 9     | 3 - 4 dr |        |        |
| Adler Mannheim  | 3 - 0  | Düsseldorfer EG    | 7 - 2     | 4 - 3     | 6 - 1    |        |        |

### Semifinali
| Squadra 1       | Totale | Squadra 2      | Gara 1 | Gara 2 | Gara 3   | Gara 4 | Gara 5 |
| --------------- | ------ | -------------- | ------ | ------ | -------- | ------ | ------ |
| Eisbären Berlin | 3 - 0  | EV Landshut    | 7 - 4  | 2 - 1  | 2 - 0    |        |        |
| Frankfurt Lions | 0 - 3  | Adler Mannheim | 2 - 6  | 1 - 5  | 3 - 4 dr |        |        |

### Finale
| Squadra 1       | Totale | Squadra 2      | Gara 1 | Gara 2 | Gara 3 | Gara 4 | Gara 5 |
| --------------- | ------ | -------------- | ------ | ------ | ------ | ------ | ------ |
| Eisbären Berlin | 1 - 3  | Adler Mannheim | 0 - 2  | 2 - 4  | 8 - 7  | 1 - 4  |        |